# عملة غيلياتو
الغيلياتو، جيلات أو كارلينو، عملة فضية خالصة، أصدرها تشارلز الثاني ملك أنجو في نابولي عام 1303، ثم في بروفانس عام 1330. اشتُق اسمها من زنابق ("غيليو") المرسومة على ظهرها متشابكة حول صليب. كان وزن العملة 4 غرام. نُسخ هذا النوع من العملات على نطاق واسع في شرق البحر الأبيض المتوسط، وخاصة من قِبل الأتراك، مثل أمير ساروهان.

## خلفية
ترك تشارلز الأول من أنجو، الأخ الأصغر للويس التاسع ملك فرنسا، لابنه مملكة نابولي، نظام سك عملات معدنية بعملات ذهبية، وعملات فضية بحجم غروشن. واصل تشارلز الثاني من أنجو سك هذه العملات في البداية، لكنه تولى منصبه في فترة من الصعوبات المالية في جميع أنحاء أوروبا أجبرته الظروف على استبدالها. أدت التغيرات في أسعار السوق النسبية للذهب، الفضة، التزوير، والقص على نطاق واسع (أي حلاقة المعدن من حافة العملات المعدنية الثمينة)، والشائعات السائدة بأن دار السك كانت تُخفض قيمة العملات المعدنية إلى منع تداول عملاته الفضية. أدت محاولات حل المشكلة بالتشريعات في أعوام 1293، 1298، و1301 إلى تفاقم الأمور. عندما رأى تشارلز الثاني من أنجو عملاته المعدنية تُصدر، أجرى تغييرًا كاملاً في عام 1303. توقف عن سك العملات الذهبية تمامًا، واستبدل عملة والده الفضية سالوتو دارجينتو بعملة فضية أثقل وزنًا تسمى رسميًا كارلينو لكنها تُعرف على نطاق واسع باسم غيلياتو.

## غيلياتي في نابولي
قِطر عملة غيلياتو الفضية التي صنعها تشارلز الثاني ملك أنجو مساويًا لقطر العملة الفضية السائدة في ذلك الوقت، وهي غروس تورنويس الفرنسية، أو غروسو رينفورزاتو التي سَكها مجلس الشيوخ الروماني، أي 24 ملم. احتوت على 4.01 غرام من الفضة الخالصة عيار 929، أو 3.73 غرام من الفضة الخالصة. أنواعها أكثر شيوعًا في العملات الذهبية الفرنسية، وخاصةً عملة فيليب العادل الصغيرة، منها في العملات الفضية الإيطالية.
يُظهر الوجه الملك في وضع الجلالة، أي جالسًا على عرشه. في هذه الحالة، يحمل العرش أسودًا على كلا الجانبين، يحمل الملك صولجانًا وكرة تعلوها صليب. النقش، كارول سكود دي جرا إيرل إت سيسيل ريكس، أي تشارلز الثاني ملك القدس وصقلية، بعض التوضيح. وسّع تشارلز الأول إمبراطوريته إلى البلقان واشترى مطالبة بمملكة القدس في عام 1277، على الرغم من أن المسيحيين لم يحكموا تلك المدينة منذ أن طردهم السلطان صلاح الدين في عام 1187. بحلول عام 1303، فُقد آخر بقايا مملكة القدس، عكا، أيضًا، لكن اللقب ظل مرموقًا. علاوة على ذلك، فُقدت جزيرة صقلية، التي غزاها تشارلز الأول من أنجو في عام 1266، في ثورة عام 1282 تسمى مذبحة المساء الصقلية. قُبض على تشارلز الثاني من أنجو نفسه في الحرب التي تلت ذلك وتنازل عن مطالباته بصقلية كشرط لإطلاق سراحه في عام 1288. أطلق حليفه البابا سراحه على الفور من هذا الوعد، وبرر سلام كالتابيلوتا عام 1302 استخدامه للقب ملك صقلية لما يسمى الآن نابولي بشكل أكثر دقة، لذلك كان نقش العملة مناسب.
يَظهر على الوجه الآخر صليب مُزين بزهرة زنبق على أطراف ذراعيه، وأخرى في زواياه. أعطت هذه الزنابق الزاهية هذه العملة لقب "غيلياتو"، نسبةً إلى الاسم البروفنسالي لها "غيلات". أما النقش "شرف الملك يحب العدل"، مأخوذة من المزمور 99.4، كانت مناسبة للملك تشارلز الثاني المتدين. استُخدمت هذه النقوش نفسها لاحقًا على عملات جيمس السادس ملك اسكتلندا.

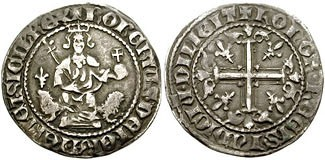
جيلياتو فضي لروبرت الحكيم

أصبح روبرت الحكيم، الابن الثالث لتشارلز الثاني من أنجو وخليفته، زعيمًا لحزب الغويلف، أي المؤيد للبابوية، في إيطاليا. سدد تكاليف حملاته ضد حزب الغيبلين، أي المؤيد للإمبراطورية، بسك أعداد هائلة من الغيلياتي. اجبر في عهد لاديسلاوس العظيم (1386-1414)، بسبب نقص الفضة في جميع أنحاء أوروبا الغربية على تخفيض قيمة عملاته إلى نصف وربع الغيلياتي بنفس التصاميم.
حققت عملة الغيلياتي نجاحًا كبيرًا لدرجة أنها استمرت لفترة أطول من سلالة أنجو. اعتمدت صقلية بعد ثورة عام 1285 التي فرقتهم إلى نابولي، فئات عملاتها الخاصة واستخدمتها للدعاية المناهضة للأنجويين. عندما أعاد ألفونسو الخامس ملك أراغون توحيد نابولي وصقلية عام 1442، اعتمد عملة الغيلياتو الخاصة لعدوه اللدود المهزوم. إذا كان هذا يعادل الاعتراف بأن النابوليين صنعوا عملة متفوقة، فإن تغيير تصميم الوجه الآخر لم يترك مجالًا للشك في الجانب الذي ساد. أفسحت جميع زهور الزنبق التي أعطت العملة لقبها، وكانت رمزًا لفرنسا، المجال لشعار النبالة الذي أظهر، في الرمزية الشعارية المفهومة جيدًا في ذلك الوقت، أستولت أراغون على نابولي الأنجوي ومطالبتها بالقدس.

## انتشار الغيلياتو
أدى زواج تشارلز الأول من أنجو وكونتيسة بروفانس في عام 1246 إلى منح سلالته السيطرة على تلك المنطقة الفرنسية. في عام 1330، بدأ روبرت الحكيم في ضرب الغيلياتي هناك. في ذلك الوقت، استضافت بروفانس بابوية أفينيون وبدأ البابا يوحنا الثاني والعشرون في ضرب نسخة من الغيلياتو في أفينيون. لا يزال البابا جالسًا على عرش الأسد، لكنه الآن يرتدي تاجًا ويحمل صليبًا. الصليب الموجود على الوجه الآخر لا يزال يحمل زنبقًا على ذراعيه لكن لا يوجد شيء في زواياه. استبدل البابا كليمنت السادس الصليب الموجود على الوجه الآخر بشعار المفاتيح المتقاطعة للبابوية ونقل البابا أوربان الخامس كل من البابوية وهذه العملات المعدنية إلى روما. أصبحت جزءًا مهمًا من العملات البابوية حتى أن البابا المزيف يوحنا الثالث والعشرون ضربها.

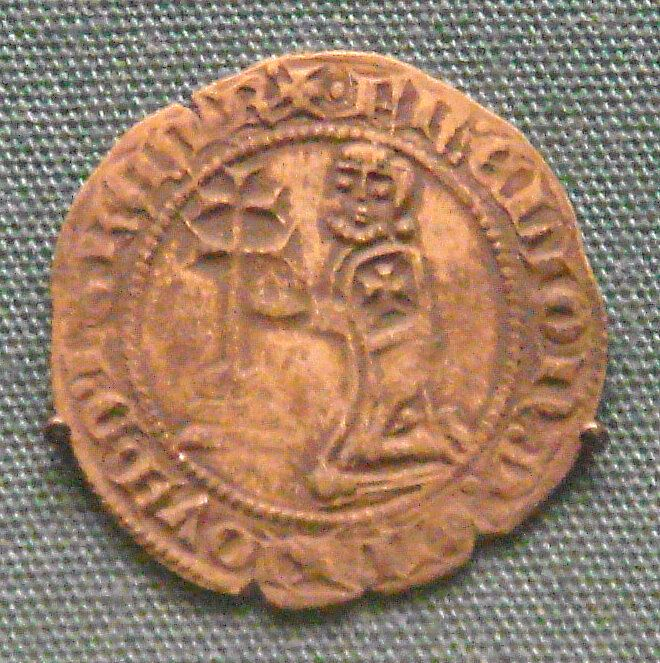
غيلياتو فضي لهيليون دي فيلنوف ، الأستاذ الأعظم لفرسان رودس ، 1319–1346.

قلدت دور سك أخرى في بروفانس، وخاصةً تلك الواقعة على طول نهر الرون، عملة الغيلياتو أخذها أحد سكان بروفانس الأصليين إلى أبعد من ذلك. أصبح هيليون دي فيلنوف أستاذًا كبيرًا لفرسان الإسبتارية، ووجد أن عملاتهم المتأثرة باليونانية لا تُسهل التجارة. فاستبدلها بعملات معدنية بمعيار وزن الغيلياتو، ونمط ظهر مشتق منه بوضوح، لكن بوجه مستوحى من ختم رهبنته. على الرغم من أن الغيلياتي النابولية أكثر شيوعًا في شرق البحر الأبيض المتوسط، يبدو أنه نسخ الإصدارات من بروفانس.
أعطى زواج تشارلز الثاني من أنجو من ابنة ستيفن الخامس ملك المجر لحفيده تشارلز روبرت الحق في المطالبة بتلك البلاد وأصبح ملكًا في عام 1308. بدأ في سك عملات فضية كبيرة هناك، نسخ نوع الوجه من الغيلاتيو واستخدم العكس للشعارات التي ترمز إلى نسبه من ستيفن الخامس ملك المجر وتشارلز الثاني من أنجو.

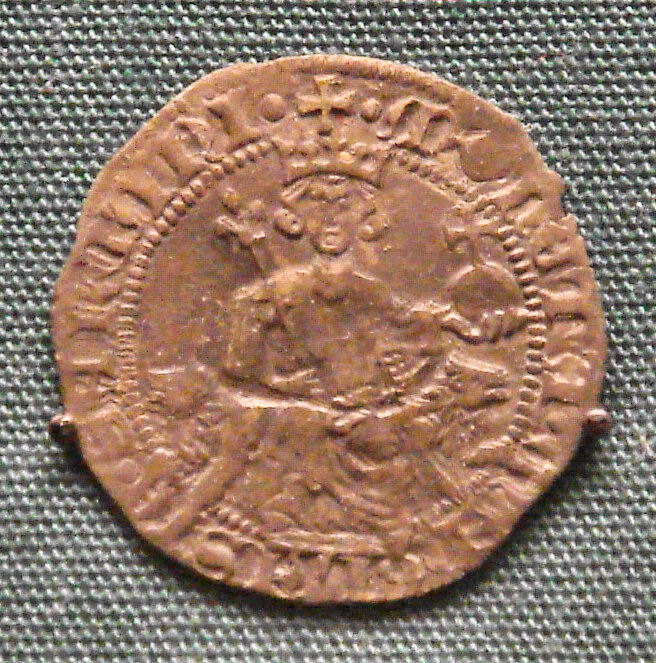
غيلياتو فضي لساروخان، بك مغنيسيا ، 1313-1348، حاكم ليديا ، غرب تركيا.

لم يكن توسع الإمبراطورية الأنجوية العامل الوحيد في انتشار الغيلياتو. مارس المصرفيون الذين أداروا دار سك العملة النابولية أعمالهم التجارية في بلاد الشام أيضًا، تُظهر الكنوز أن العديد من الغيلياتي وصلوا إلى هناك. قُلد الغيلياتي في شرق البحر الأبيض المتوسط أيضًا. من الواضح أن بعض التقليدات، مثل الموضحة، مقصودة للخلط بينها وبين العملات الأصلية. أما البعض الآخر، مثل تلك التي سُكت في خيوس، فقد استخدم تصاميم مميزة.